# Akira Takase
Akira Takase (高瀬 証 Takase Akira?, nacido el 21 de septiembre de 1988 en Hokkaido) es un futbolista japonés que se desempeña como centrocampista.

## Trayectoria

### Clubes
| Club                     | País     | Año         |
| ------------------------ | -------- | ----------- |
| Albirex Niigata Singapur | Singapur | 2007 - 2009 |
| Japan Soccer College     | Japón    | 2010 - 2011 |
| Grulla Morioka           | Japón    | 2012 - 2016 |
| Azul Claro Numazu        | Japón    | 2016        |
| ReinMeer Aomori          | Japón    | 2017 -      |

## Estadística de carrera

### J. League
| Club           | Año   | J. League | J. League | Copa J. League | Copa J. League | Total | Total |
| Club           | Año   | Part.     | Goles     | Part.          | Goles          | Part. | Goles |
| -------------- | ----- | --------- | --------- | -------------- | -------------- | ----- | ----- |
| Grulla Morioka | 2014  | 32        | 7         | -              | -              | 32    | 7     |
| Grulla Morioka | 2015  | 18        | 1         | -              | -              | 18    | 1     |
| Grulla Morioka | 2016  | 0         | 0         | -              | -              | 0     | 0     |
| Total          | Total | 50        | 8         | 0              | 0              | 50    | 8     |